# Timothy Baillie
Timothy Baillie (Aberdeen, 11 de maio de 1979) é um canoísta de slalom britânico na modalidade de canoagem, foi vencedor da medalha de Ouro em Slalom C-2 em Londres 2012, juntamente com o seu companheiro Etienne Stott.